# Théâtre Outremont

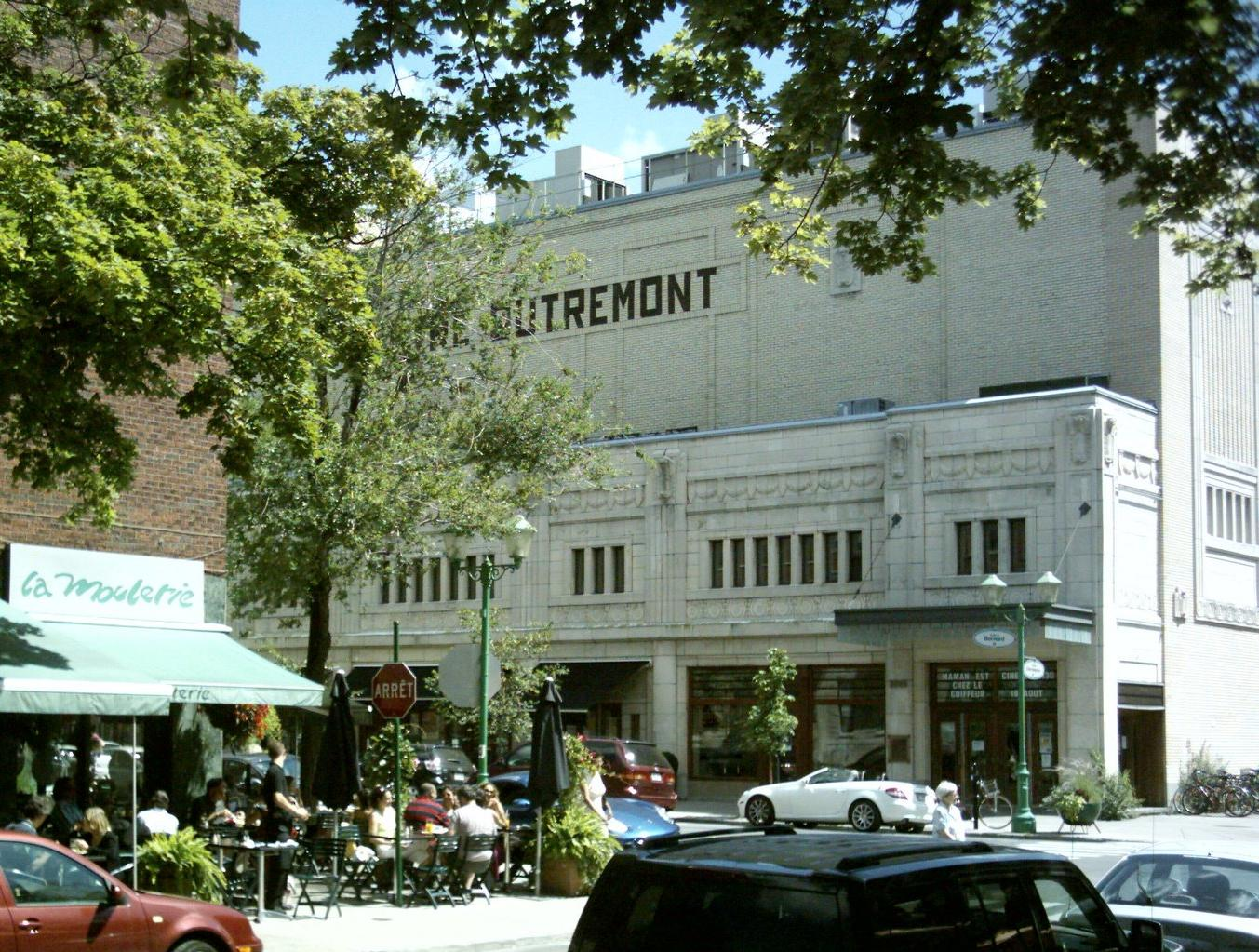
El Théâtre Outremont de Mont-real.

El Théâtre Outremont és una sala d'espectacles de Mont-real (Canadà). Està situada al carrer Bernard, en el barri d'Outremont. L'edifici, de tres plantes, fou construït el 1928 sobre els plànols de l'arquitecte René Charbonneau. S'obrí l'any 1929. El cinema i la cançó són les activitats que si han fet en el decurs de la seva història. A les acaballes dels anys 80, tancà les portes. Renovat va tornar a obrir el 2001.